# 让-巴蒂斯特·儒尔当
让-巴蒂斯特·儒尔当，第1代儒尔当伯爵（法語：Jean-Baptiste Jourdan；1762年4月29日—1833年11月23日），法国指挥官，拿破仑的帝国元帅之一。他曾做过路易十六的士兵，在西印度群岛服役（1778～1784）。

## 生平

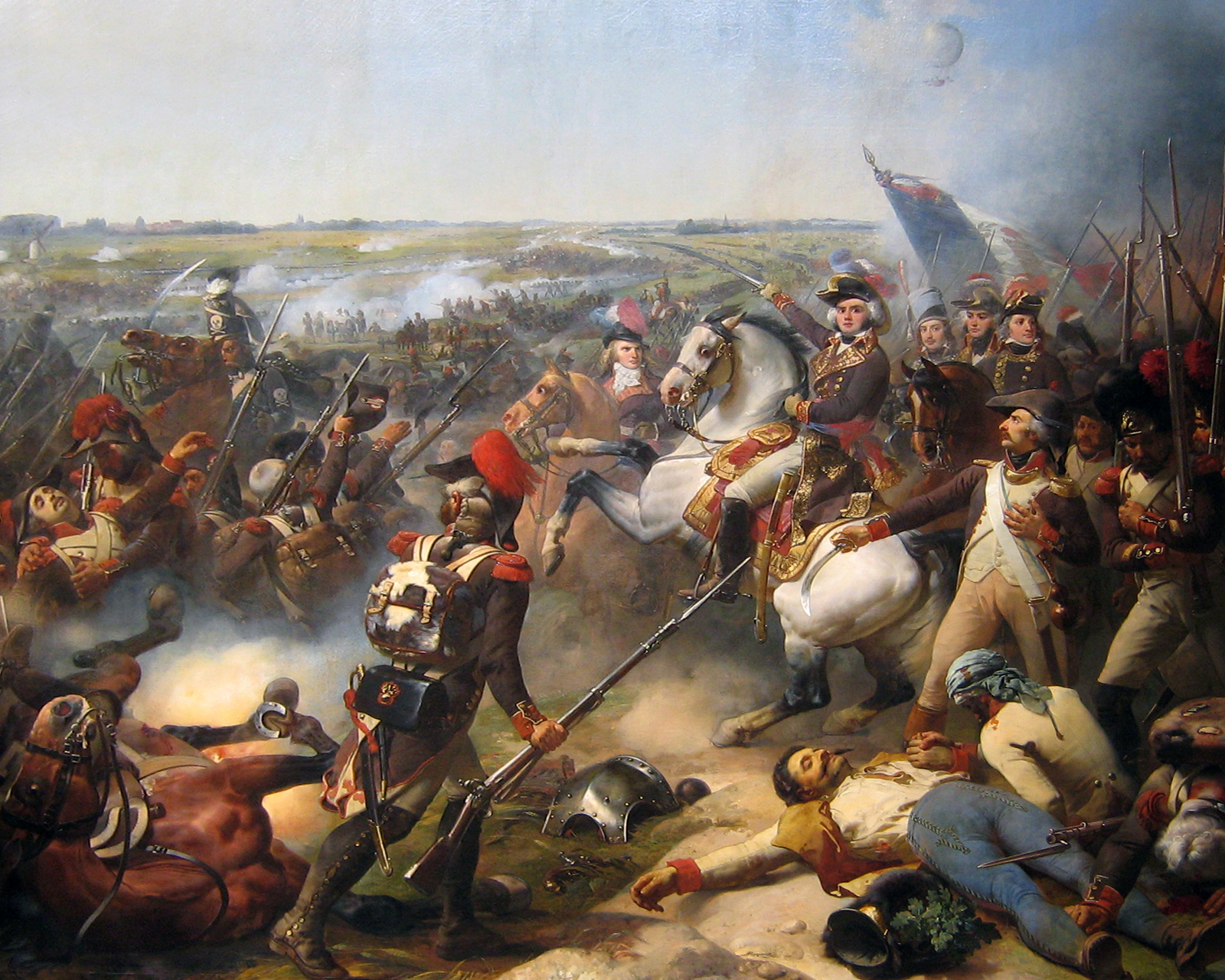
弗勒吕斯战役中的儒尔当。

儒尔当生于法国利摩日，跟里昂一个丝绸商人作学徒。他1776年入伍，作为志愿军赴美参加美国独立战争。1782年回国后经商，1784年他结婚。
大革命开始他加入国民自卫軍。1791年任自卫軍中校，1793年5月晋升准将，7月晋升少将，9月13日代替因战败被处死的让·尼古拉·乌沙尔（Jean Nicolas Houchard）将军任北方军团司令，10月15-16日在瓦蒂尼赢得了辉煌和重要的瓦蒂尼胜利，解除被反法联军包围的莫伯日要塞。
不久，由于他的政治立場和他疑虑反感今后进行的战争，他成了公共安全委员会的"嫌疑犯"，由于他的朋友拉扎尔·卡诺和贝特朗·巴雷尔的警告，他避免了被逮捕，返回利摩日恢复作为一个丝绸商人。但他很快就恢复军职，1794年获委任为桑布尔-马斯军团（Army of Sambre-et-Meuse）司令和摩澤爾（Moselle）方面軍司令，弗勒吕斯战役击败奥-荷联军，联军总司令萨克斯-科堡将军撤退，使法国得以占领比利時將近20年，莱茵河也因此成为法兰西第一共和国的界河。
1796年在维尔茨堡败于奥地利卡爾大公后，他弃军从政，1797和1798年两度当选督政府時期的“五百人院”主席。期間通過以他為名的大規模徵兵法案。1798年底，他又重返军队担任多瑙河军团司令。1799年3月辞职，由安德烈·马塞纳将军接任。
11月9日爆發雾月政变，他作為共和主義者堅決反对拿破仑的政變，但未被深究。后拿破崙任命他为步兵和炮兵总监。1800年被任命为皮埃蒙特总督。1802年任意大利军团司令。
考量到他在弗勒吕斯战役的功績，儒爾當於1804年被拿破崙封为帝國元帅。1806年任那不勒斯国王约瑟夫·波拿巴参谋长，兩人的關係相當良好，以至於約瑟夫日後任西班牙國王時，儒爾當也作為軍事顧問追隨他到馬德里。1811年任马德里总督，然而半島戰爭局勢很快就不是儒爾當有限的軍事才能所能控制，葡萄牙與西班牙的游擊隊讓儒爾當頗為頭疼，其背後更是有著英國人的支持，法國元帥們之間又有嫌隙，未能積極配合作戰，期間儒爾當因病返法休養。1813年儒爾當回到西班牙
，但於維多利亞戰役被威靈頓公爵徹底擊敗，也宣告半島戰爭以法國的失敗收場。此后儒爾當未再出任指揮官。
1814年拿破仑退位後，他轉而支持路易十八復辟，拿破仑上台他改支持拿破仑，期間政治立場反反覆覆，1830年7月出任外交大臣。1833年11月23日在任榮軍院總督期間於巴黎去世。